# Neuromorpher Chip
Ein neuromorpher Chip ist ein Mikrochip, der nach dem Beispiel von natürlichen Nervennetzen gebaut wird. Neuromorphe Chips sind Forschungsgebiet der Bionik und der Neuroinformatik. Existierende Prototypen umfassen künstliche Retinae oder noch weiter entwickelte Sehsysteme, künstliche Cochleae, Geruchsdetektoren oder Taktgeber für naturnahe Bewegungsabläufe bei Robotern. Im Speziellen gehören auch NPUs zur Klasse der neuromorphen Mikrochips.

## Vorteile
Während in Von-Neumann-Architekturen die Hardware sehr allgemein und die Software dementsprechend sehr speziell gehalten ist, zeichnen sich neuromorphe Chips durch eine auf die Aufgabe hochspezialisierte Hardware aus, deren hervorstechendes Merkmal hohe Vernetzung (Interkonnektivität) mit diversen Rückkopplungen ist. Es wird angestrebt, auch die selbstorganisierende Entwicklung des Gehirns in Schaltkreisen abzubilden.
Neuromorphe Elektronik, die sich gegenüber herkömmlichen Chips durch hohe Energieeffizienz und geringen Platzbedarf auszeichnet, kann wahrscheinlich in Zukunft implantiert als Ersatz für durch Krankheit ausgefallene periphere neuronale Systeme eingesetzt werden (z. B. eine Siliziumretina für die Netzhaut von Retinitis-pigmentosa-Patienten). Andere Einsatzgebiete sind sensorische Systeme für Roboter oder andere autonome Systeme.
Neuromorphe Chips eignen sich insbesondere für die Mustererkennung und Mustervorhersage bei komplexen Daten.

## Nachteile
Neuromorphe Chips sind zwar physikalisch deterministisch, jedoch trifft dies nicht auf die Datenverarbeitung zu. Daten werden nicht gespeichert, sondern gelernt und gegebenenfalls vergessen. Neuromorphe Schaltkreise sind zudem ungeeignet, um zuverlässig und konsistent präzise numerische Berechnungen durchzuführen.